# Yvonne Yung Hee Bormann

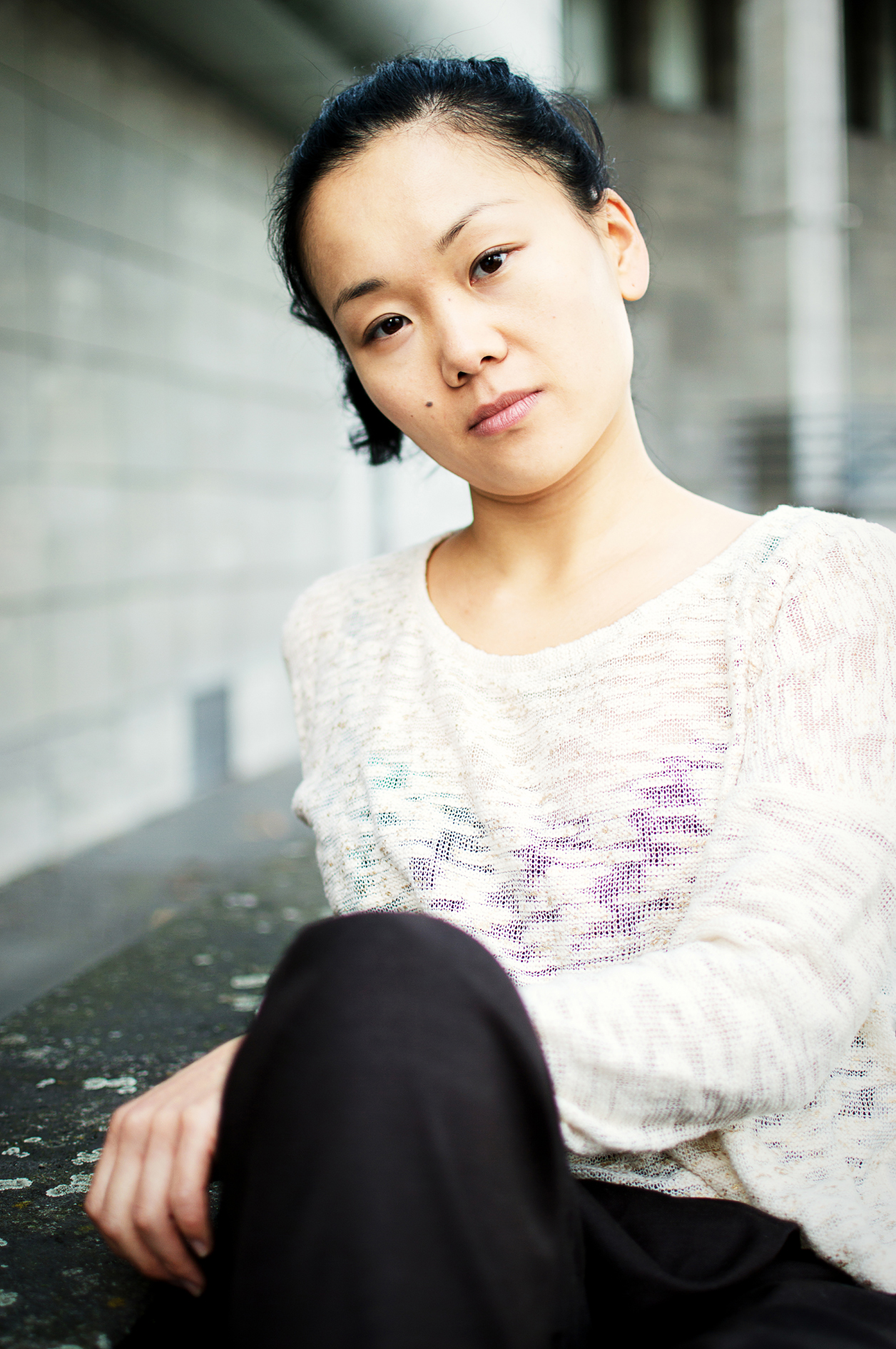
Yvonne Yung Hee Bormann

Yvonne Yung Hee Bormann (* 1981 in Seoul, Südkorea) ist eine deutsch-südkoreanische Schauspielerin und Sängerin.

## Karriere
Yvonne Yung Hee Bormann wurde in Seoul geboren und lebt seit ihrem siebten Lebensmonat in Deutschland. Sie ist in Norddeutschland aufgewachsen und lebt heute in Berlin, wo sie freiberuflich als Schauspielerin und Sängerin tätig ist.
Von 2003 bis 2006 belegte Bormann den Diplomstudiengang Musical Theatre an der Bayerischen Theaterakademie August Everding in München. Weitere Ausbildungsstationen waren u. a. das Dance Center San Francisco und die American Academy of Dramatic Arts in New York.
Seit 2004 spielte und sang Bormann in diversen Musical-, Theater-, Opern-, TV- und Filmproduktionen mit. So war sie u. a. bei den Thuner Seespielen 2005 in Miss Saigon zu sehen, spielte am Theater Tribüne in Berlin in dem Stück Love – Die schönste Geschichte und war in der Fernsehserie Klimawechsel des ZDF 2010 in der Folge Neue Wege als Episodenfigur "Li" zu sehen. In dem Fernsehfilm Unter Feinden des ZDF übernahm sie eine Nebenrolle. Seit 2009 spielt sie am Theater Strahl in Berlin diverse Bühnenstücke, darunter Frühlings Stürme, Spaaaß! sowie Nathan. Ebenfalls zwischen 2009 und 2013 sang sie im Ensemble in der Wagner-Oper Rienzi an der Deutschen Oper Berlin mit. In der Folge Die chinesische Prinzessin der Fernsehreihe Tatort war sie 2013 in einer der Episodenhauptrollen als „Xia Miao“ zu erleben. 2016 war sie eine der Hauptdarstellerinnen beim Grimme-Preisträger Wishlist.
Bormann setzt sich aktiv zur Verbesserung der Situation der Menschenrechte in Nordkorea ein.

## Filmografie (Auswahl)

### Kino
- 2005: Der Fischer und seine Frau
- 2006: Balkan Traffic – Übermorgen Nirgendwo
- 2010: Die Friseuse
- 2010: Sascha
- 2013: Der Samurai
- 2015: Halbe Brüder
- 2023: Operation White Christmas

### Fernsehen
- 2010: Klimawechsel
- 2012: Unter Feinden
- 2013: Tatort: Die chinesische Prinzessin
- 2015: Tatort: Ätzend
- 2015: Deutschland 83
- 2016: Notruf Hafenkante (Fernsehserie, Folge In Hamburg essen sie Hunde)
- 2016–2018: Wishlist
- 2018: Tatort: Tollwut
- 2018: Ein Fall für zwei – Familienbande
- 2018: Milk & Honey
- 2019: 23 Morde – Bereit für die Wahrheit?
- 2021: Um Himmels Willen (Fernsehserie, Folge Bühnenreif)
- 2021: Tatort: Die dritte Haut
- 2021: Tatort: Videobeweis
- 2022: Freundschaft auf den zweiten Blick
- 2022: Ella Schön: Seitensprünge
- 2022: In aller Freundschaft (Fernsehserie, Folge Katastrophenalarm)
- 2022: Fritzie – Der Himmel muss warten (Fernsehserie, Folge Wünsch dir was)
- 2023: Tatort: Totes Herz
- 2023: Dr. Nice – Alte Wunden
- 2023: Kleine Eheverbrechen
- 2024: Landkrimi: Steirermord (Fernsehreihe)
- 2025: Nord bei Nordwest – Fette Ente mit Pilzen
- 2025: Marzahn Mon Amour

## Theater
- 2004: Bring On Tomorrow
- 2004: West Side Story
- 2004: Wonderful Town
- 2005: Miss Saigon
- 2007: Love – Die schönste Geschichte
- 2007–2012: Jo! Junge Oper
- 2007–2012: Rusalka
- 2007–2012: Abu Hassan
- 2007–2012: Bastien & Bastienne
- 2007–2012: Hänsel & Gretel
- 2009–2013: Rienzi
- 2009–2013: Frühlings Stürme
- 2010–2013: Spaaaß!
- 2011–2013: Wie überlebe ich meinen ersten Kuss?
- 2012–2013: Nathan
- 2017: Romeo und Julia[6]